# فريدريك ك. همفريز
فريدريك ك. همفريز (بالإنجليزية: Frederick K. Humphreys)‏ هو معالج مثلي ‏ أمريكي، ولد في 11 مارس 1816 في مارسلوس في الولايات المتحدة، وتوفي في 18 يوليو 1900 في مونموث بيتش في الولايات المتحدة.